# Prackenfels
Prackenfels (nürnbergisch: Braggnfels) ist ein Gemeindeteil der Stadt Altdorf bei Nürnberg im Landkreis Nürnberger Land (Mittelfranken, Bayern). Prackenfels liegt in der Gemarkung Grünsberg.
Das Ortsbild wird bestimmt von einigen mittelfränkischen Bauern- und Fachwerkhäusern, die teilweise unter Denkmalschutz stehen. Um den Ort herum wird Landwirtschaft betrieben. Der Ort ist bekannt durch die ehemalige evangelische Jugendtagungsstätte „Hermann-Ehlers-Haus“. In der Nähe befinden sich die sehenswerte Teufelshöhle bei Altdorf sowie die Löwengrube.

## Geografische Lage
Das Dorf bildet mit Lochmannshof im Süden eine geschlossene Siedlung. Diese liegt am Südhang des Schwarzachtals. Eine Gemeindeverbindungsstraße führt die Bundesautobahn 3 unterquerend nach Altdorf zur Staatsstraße 2240 (1,2 km nördlich) bzw. nach Prethalmühle (0,2 km östlich).

## Geschichte
1362 wurde Prackenfels erstmals urkundlich erwähnt, anlässlich des Verkaufes eines Hofes an Kaiser Karl IV. Die 1504 zerstörte alte Burg Prackenfels lag am Rande des Pfaffentals und ist nicht mehr zu sehen.
Mit dem Gemeindeedikt (frühes 19. Jahrhundert) wurde Prackenfels dem Steuerdistrikt Altenthann und der Ruralgemeinde Grünsberg zugeordnet. Am 1. Januar 1972 wurde der Ort im Rahmen der bayerischen Gebietsreform nach Altdorf eingemeindet.

### Einwohnerentwicklung
| Jahr          | 1987 | 2013 | 2016 | 2024 |
| Einwohnerzahl | 56   | 74   | 89   | 71   |

## Baudenkmäler

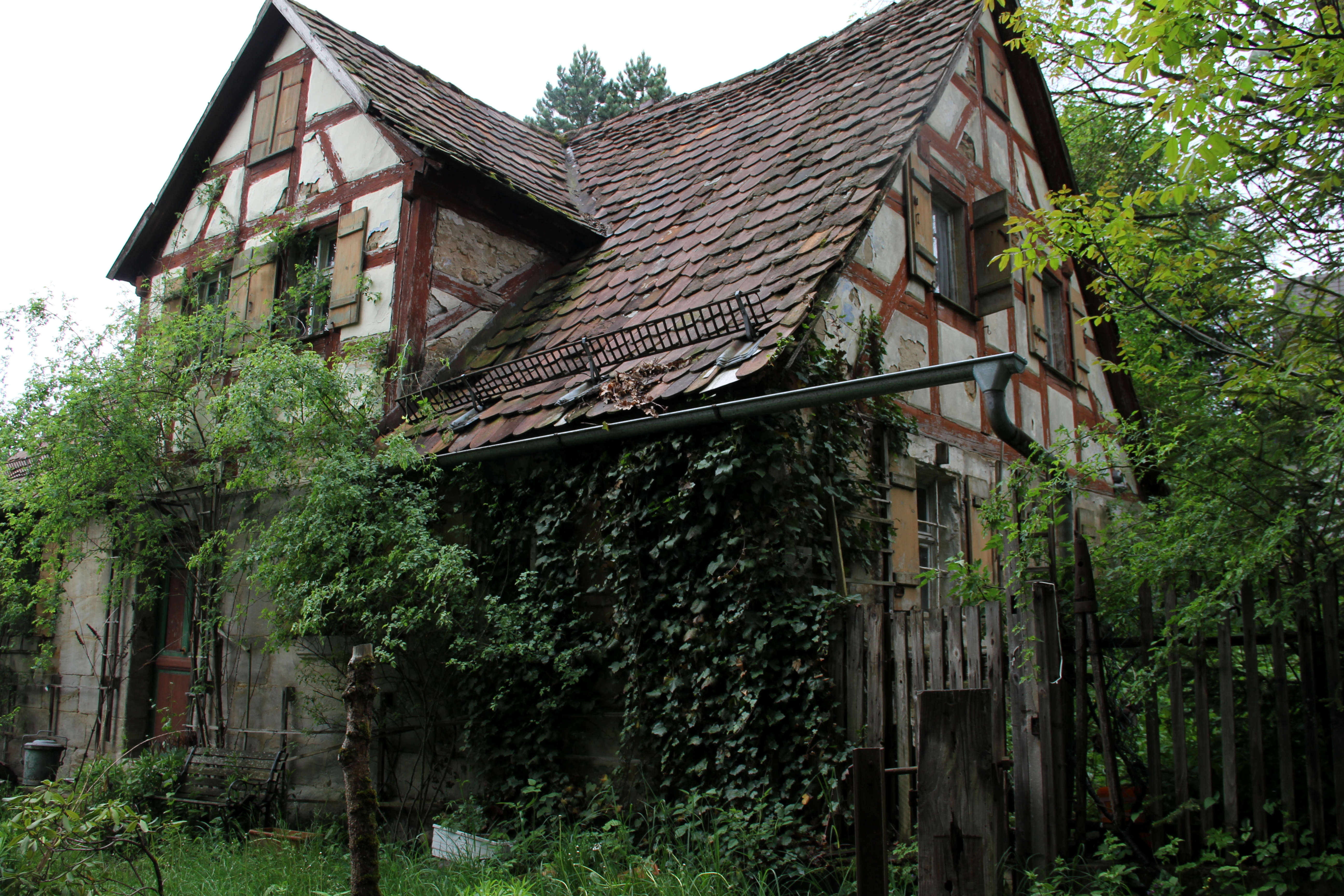
Wohnstallhaus

- Haus Nr. 2 und Nr. 5: Wohnstallhäuser